# As (verbranding)

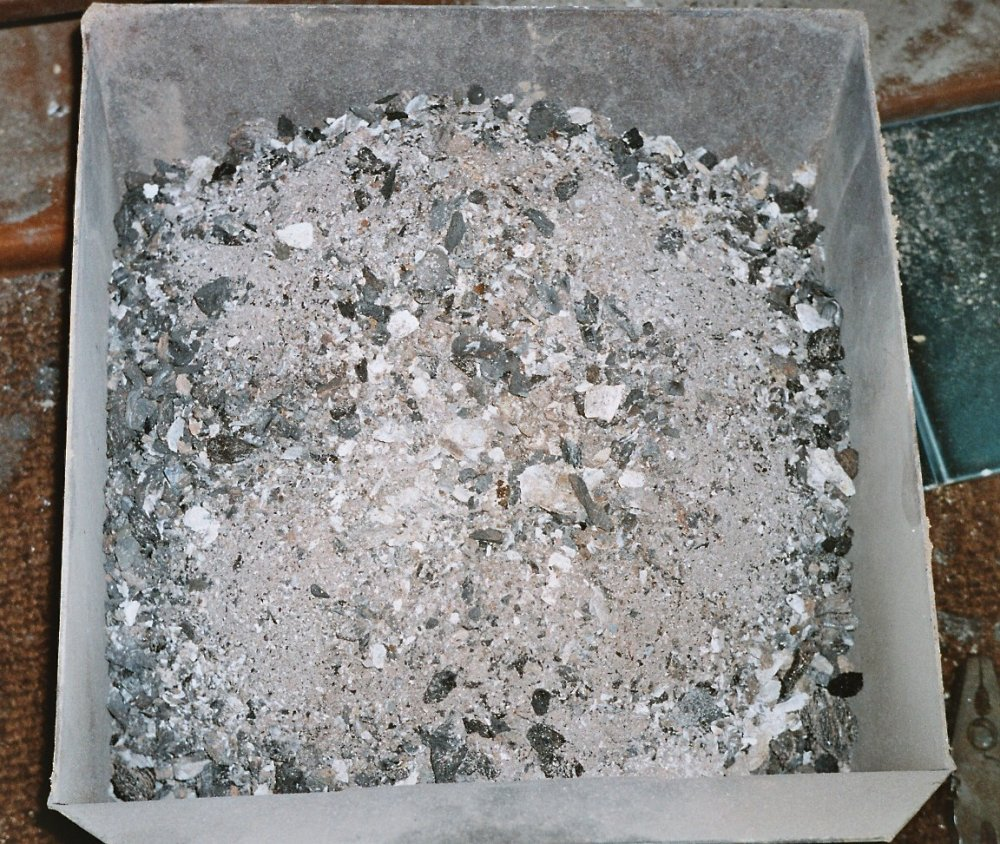
As van steenkolen

As is een product dat overblijft bij de verbranding van brandbare stoffen. De as kan nog onverbrand materiaal bevatten.
De term 'as' is vooral bekend als restproduct van rookwaren of kolen. In de eerste helft van de 20ste eeuw hadden vele huishoudens een eigen as-emmer, waarin men na het koken of het verwarmen van de haard de as in kon doen. Deze as werd periodiek meegegeven aan de vuilnisman of de asman (toen nog aschman).

## Crematieas
Na verbranding van een lichaam blijft er 3 tot 6% als crematierest over. Dit zijn hoofdzakelijk niet-oxideerbare elementen, de zogenaamde minerale delen van een lichaam. Deze bevinden zich in het skelet; simpelweg gezegd de kalk (calcium) in het skelet en andere minerale elementen zoals fosfaten en nitraten, sporenelementen van metalen zoals magnesium, ijzer enzovoort.
Tegenwoordig kiezen sommige mensen ervoor om as van de overledene te laten verwerken in een assieraad of om het te verwerken in de inkt van een tatoeage.